# Walther Grützner
Emil Walther Grützner (* 13. Juni 1881 in Dresden; † 6. April 1951 in Bad Godesberg) war ein deutscher Verwaltungsjurist und Mitglied der SPD.

## Leben und Beruf
Nach bestandenem juristischen Staatsexamen und anschließender Referendarzeit wirkte Grützner seit 1909 in der Dresdner Stadtverwaltung. Nach Kriegsdienst von 1914 bis 1916 wurde er 1917 als Referent in das Kriegsernährungsamt berufen. Von 1917 bis 1920 wirkte er als Stadtrat in Düsseldorf. 1920 ernannte ihn die preußische Staatsregierung zum Regierungspräsidenten von Düsseldorf, von wo er während der Ruhrbesetzung am 18. Februar 1923 durch die französischen Besatzungsbehörden ausgewiesen wurde. 1924 erfolgte seine Ernennung zum Regierungspräsidenten von Merseburg. Differenzen mit dem sozialdemokratischen preußischen Innenminister Albert Grzesinski führten 1929 zu seiner Abberufung und Versetzung als Senatspräsident an das Preußische Oberverwaltungsgericht. Aus der SPD wurde er wegen „parteischädigenden Verhaltens“ ausgeschlossen. Zum 1. März 1931 gab er bekannt, der NSDAP beigetreten zu sein, allerdings kam die Aufnahme nicht zustande und ihm wurde im November 1931 mitgeteilt, dass es in seinem Interesse und dem der NSDAP wäre, wenn er auf die Parteimitgliedschaft vorläufig verzichten würde.
Von 1934 bis 1935 war er kurzzeitig noch als Regierungsrat an den Regierungspräsidien in Köln und Stettin tätig, ehe er von den Nationalsozialisten aus dem Staatsdienst entlassen wurde. Zwischen 1943 und 1945 war er inhaftiert. Nach der Befreiung war Grützner von Juli 1947 bis Oktober 1947 Senatsvorsitzender einer Berufungskammer für Entnazifizierung in Frankfurt am Main.